# ألبرت مور (عسكري)
ألبرت مور (بالإنجليزية: Albert Moore)‏ هو عسكري أمريكي، ولد في 26 ديسمبر 1862 في كاليفورنيا في الولايات المتحدة، وتوفي في 14 سبتمبر 1916.